# Karel Piskoř
Karel Piskoř (21. ledna 1879 Hranice – 18. ledna 1952 Praha) byl moravský úředník, spisovatel a dramatik.

## Život
Jeho rodiče byli soukeník Augustín Piskoř a Antonia rozená Otáhalová. Měl čtyři sourozence: Antonii (1877), Richarda (1880), Hedviku (1882) a Marii (1884).
Byl úředníkem Ministerstva národní obrany v Praze, dramatik a prozaik rozmarně koncipovaných frašek aktovek i vážnějších her. Jeho veselohra Svátek věřitelů byla zfilmována. Byl výrazným spisovatelem žánrovým – jeho utopické a fantastické romány jsou řazeny k zajímavým a originálním textům vzniklým za první republiky.
V Praze XIX. Dejvice bydlel na adrese Sadová 9.

## Dílo

### Drama
- Teta Dora: veselohra o čtyřech jednáních – Praha: Mamert Knapp, 1906
- Vlci: drama o třech jednáních – Praha: M. Knapp, 1907
- Fénix: činohra v pěti jednáních – Praha: M. Knapp, 1908
- Obchod nade vše – mezi 1909 a 1920
- Acharit: královské drama o pěti jednáních – Praha: František Švejda, 1910
- Akrobat: hra o jednom aktu – Praha: M. Knapp, 1911
- Nová vlast: dramatická báseň o jednom jednání – Praha: Otakar Janáček,1912
- Obnažené duše: veselohra ve třech jednáních – Praha: F. Švejda, 1913
- Romantika: veselohra o jednom jednání – Praha: vlastním nákladem. 1913
- Neznámá rozkoš: komedie o třech jednáních – Praha: F. Švejda, 1919
- Ta, jíž nelze odolat: veselohra o třech jednáních – Praha: Josef Šváb Malostranský, 1920?
- Vesnický mučedník: obraz ze života o čtyřech jednáních – Praha-Karlín: M. Knapp, 1920
- Na sopečné půdě: veselohra o třech jednáních – Praha: v. n., 1922
- Závěť tak poroučí: veselohra o jednom jednání – Praha: v. n., 1922
- Když se obchod vydaří: veselohra o třech jednáních – Praha: v. n., 1922
- Mumie: fraška o třech jednáních – Praha: v. n., 1922
- Prozatímní manželství: komedie o čtyřech jednáních – Praha: v. n., 1922
- Kukačka: veselohra o třech jednáních – Praha: František Borový, 1923
- Meteor: drama o třech jednáních – Praha: v. n., 1923
- Závody milionů: veselohra o třech jednáních – Praha: F. Borový, 1923
- Radostná událost: fraška o třech jednáních – Praha: v. n., 1924
- Herakles versus Puma: fraška o třech jednáních – Praha: v. n., 1924
- Dar sv. Mikuláše: hra o jednom jednání – Praha: v. n., 1924
- Děvče jako květ: veselohra o třech jednáních – Praha: F. Borový, 1925
- Masky dolů: hra o třech jednáních – Praha: F. Borový, 1926
- Šťastní otcové: fraška o třech jednáních – Praha: F. Borový, 1926
- Česká chaloupka: lidová hra o třech jednáních – Praha: F. Borový, 1927
- Pražská ovocnářka: veselohra o třech jednáních – Praha: F. Borový, 1927
- Tulácké dobrodružství: fraška o třech jednáních – Praha: F. Borový, 1928
- Věrnost na skřipci: rozmarná příhoda o třech jednáních – Praha: F. Borový, 1929
- Mnich a baletka: fraška o třech jednáních – Praha: F. Borový, 1930
- Divotvorný hlas: veselohra o třech jednáních – Praha: F. Borový, 1930
- Poplach z nové stanice: fraška o třech jednáních – Praha: F. Borový, 1931
- Přítel z mládí: veselohra o třech jednáních – Praha: F. Borový, 1932
- Na růžích ustláno: veselohra o třech jednáních – Praha: F. Borový, 1933
- Omlazený dědeček: fraška o třech jednáních – Praha: F. Švejda, 1934
- Maškarní příhoda: fraška o třech jednáních – Praha: Alois Neubert, 1935
- Srdce v krisi: hra o třech jednáních – Praha: A. Neubert, 1935
- Velké pokušení: komedie o třech dějstvích – Praha: A. Neubert, 1936
- Svátek věřitelů: veselohra o třech dějstvích [zfilmováno] – Praha: A. Neubert, 1938
- Marcelin šťastný den: komedie o třech dějstvích – Praha: A. Neubert, 1942
- Duše v očistci (Ondrovo pokání): hra o třech dějstvích – Praha: A. Neubert, 1944
- Buď – anebo: hra o třech dějstvích – Praha: A. Neubert, 1946
- Konec diktatury: veselohra o třech dějstvích – Praha: A. Neubert, 1947

### Próza
- Zelený slunečník humoresky – Praha: O. Janáček, 1913
- Sonata májového večera a jiné povídky – Praha: Vilém Doubrava, 1914
- Záhada Alberta Dryma fantastický román – Praha: Josef Richard Vilímek, 1917?
- Démon lidství: fantastický román – Praha: J. R. Vilímek, 1918
- Egeja: fantastické povídky – Praha: Emil Šolc, 1918
- Srdce vítězná: román – Praha: A. Neubert, 1918
- Mstivé milování: povídky a novely – Praha: A. Neubert, 1919
- Láhev šampaňského: humoresky – Praha: A. Neubert, 1920
- Valašské noci: román mladých lidí – Praha: A. Neubert, 1920
- Hudba věčného života: fantastické povídky – Praha: J. R. Vilímek, 1922
- Román dvou sester – Praha: A. Neubert, 1924
- V záři divadelní slávy: satirický román – Praha: A. Neubert, 1925
- Samota májového večera: kniha povídek a novel – Praha: A. Neubert, 1928
- Vzpomínka z malé vesnice – 2020